# Cserta
A Cserta folyó a Zalai-dombságban található Kandikón ered.  Petrikeresztúrnál a Nagylengyeli-patak balról, a Kislengyeli-patak jobbról torkollik belé. Barlahida után torkollik bele a Salomfai-patak. Mikekarácsonyfánál lesz a folyó bővizűbb, amikor a Kerta patak beletorkollik. Másik nagy mellékfolyója a Pákánál beletorkolló Alsó-Válicka. Az Alsó-Válicka  torkolati vízgyűjtő területe 186,5 négyzetkilométer, a Cserta és az Alsó-Válicka együttes vízgyűjtő területe 441 négyzetkilométer. Ortaházánál veszi fel a Berek-patak vizét. Útja végén Kerkateskándnál torkollik a Kerkába.

## Part menti települések
- Milejszeg
- Pálfiszeg
- Gombosszeg
- Petrikeresztúr
- Barlahida
- Mikekarácsonyfa
- Zebecke
- Csertalakos
- Ortaháza
- Kissziget
- Csömödér
- Iklódbördőce
- Kerkateskánd